# Revolução do Poder Popular
Revolução do Poder Popular (também conhecida como Revolução EDSA e Revolução Filipina de 1986) foi uma série de manifestações populares nas Filipinas que começaram em 1983 e terminaram em 22-25 de fevereiro de 1986. Houve uma campanha sustentada de resistência civil contra a violência do regime e a fraude eleitoral. A revolução não-violenta provocaria a saída do presidente Ferdinand Marcos e o restabelecimento da democracia nas Filipinas.
Também é conhecida como Revolução Amarela devido à presença de fitas amarelas durante as manifestações após o assassínio do senador filipino Benigno Aquino Jr.. Foi amplamente vista como uma vitória do povo contra o regime autoritário repressivo de vinte anos do então presidente Ferdinand Marcos e fez manchetes como "a revolução que surpreendeu o mundo".
A maioria das manifestações ocorreram em um longo trecho da Epifanio de los Santos Avenue, mais conhecida pela sigla EDSA, na Grande Manila de 22 a 25 de fevereiro  1986. Estiveram envolvidos mais de dois milhões de civis filipinos, bem como vários políticos e grupos militares e grupos religiosos liderados pelo Cardeal Jaime Sin, Arcebispo de Manila, e pelo Presidente Conferência dos Bispos Católicos das Filipinas Cardeal Ricardo Vidal, Arcebispo de Cebu. Os protestos, estimulados pela resistência e pela oposição ao governo corrupto de Marcos, terminaram com a saída do ditador do Palácio Malacañang  para o Havaí. Corazon Aquino foi proclamada como a presidente legítima das Filipinas após a revolução.